# Католицизм на Украине

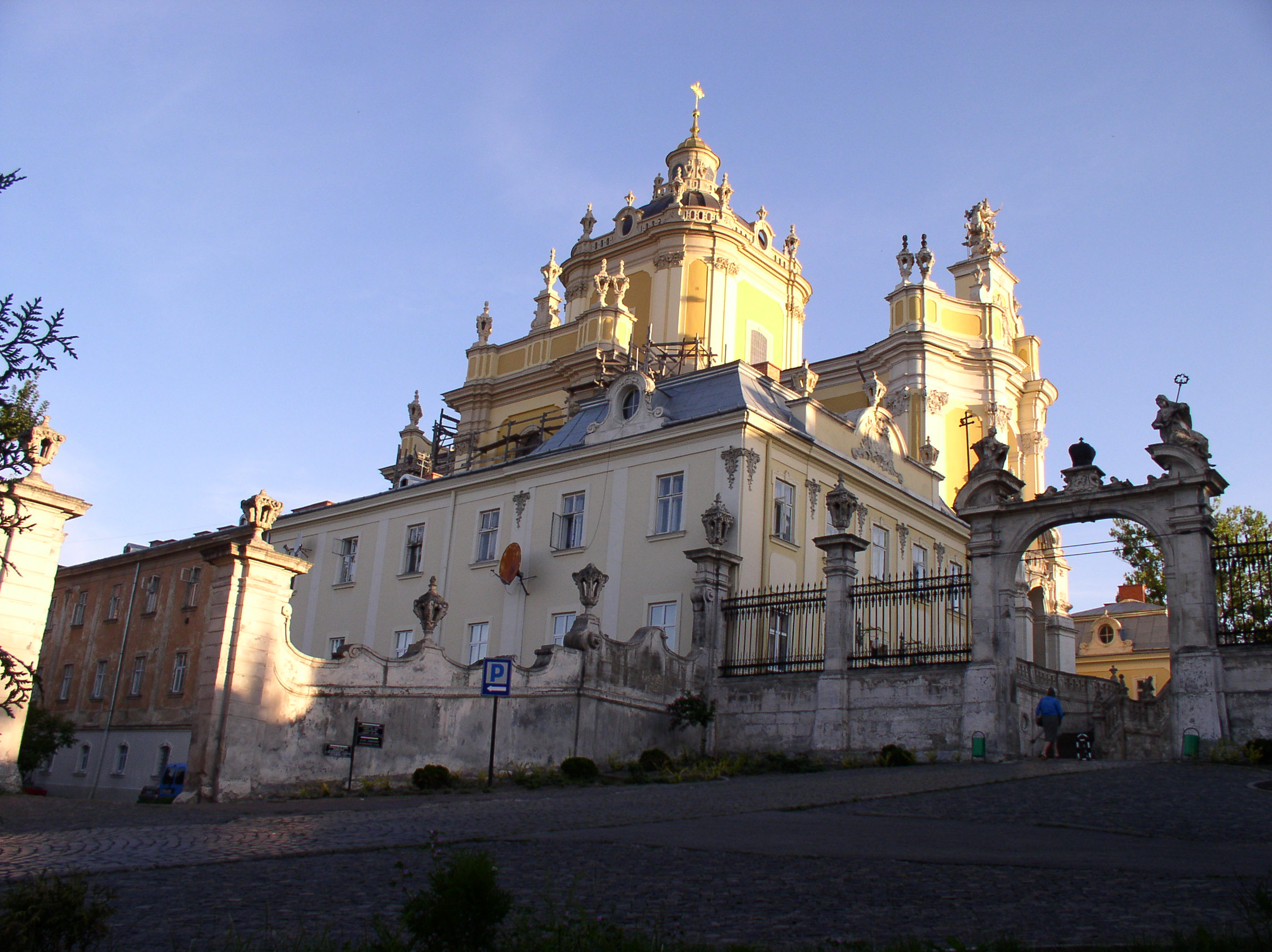
Грекокатолический Собор святого Юра (Львов)

Католицизм на Украине (укр. Католицька церква в Україні, лат. Ecclesia Catholica in Ucraina) — Католическая церковь Украины — часть всемирной Католической церкви. Католики составляют 10 % населения Украины.
Католицизм как западного, так и восточного обряда более распространён на западе страны, хотя сеть католических приходов охватывает всю территорию Украины. Украинские грекокатолики составляют большинство населения в Галиции (Львовская, Тернопольская, Ивано-Франковская области) и Закарпатье.
Четыре католических церкви на Украине имеют статус Малой базилики, присвоенный римским папой в ознаменование древности церкви, её исторической важности или значимости как паломнического центра.

## История

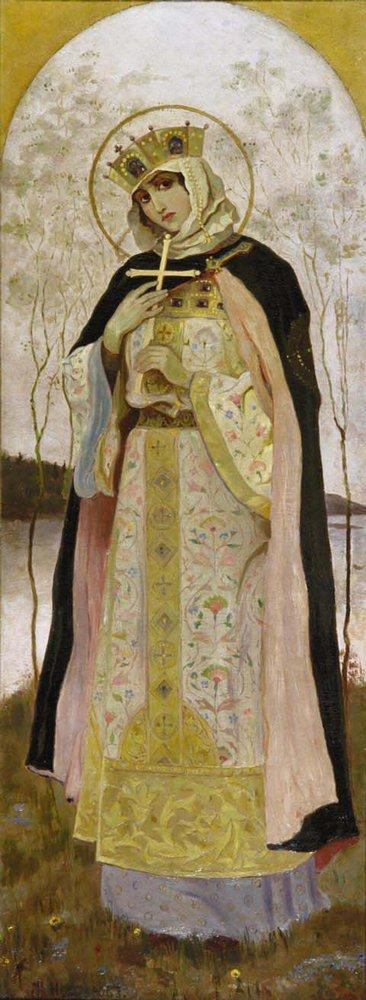
Княгиня Ольга, первая правительница Руси принявшая христианство. Почитается как в православии, так и в католичестве.

История как западного, так и восточного христианства на территории современной Украины весьма древняя. Согласно церковной традиции апостол Андрей в I веке проповедовал у скифов и путешествовал по землям будущего Древнерусского государства. Святой Папа Климент I погиб в 100 году мученической смертью в Крыму.
В X веке киевская княгиня Ольга отправила послов к императору Оттону I с просьбой прислать на Русь епископа для проповеди христианства. С этой целью Киев посетил епископ Адальберт Магдебургский, хотя его миссия особого успеха не имела.
В 988 году князь Владимир крестил Русь. Хотя Русь была крещена по византийскому обряду, контакты Владимира с Папским престолом не прерывались. Так, в 1007 году на Русь прибыл святой Бруно Кверфуртский, который был хорошо принят Владимиром. Общение Русской церкви и Рима не прервалось и после раскола в 1054 году, в котором Русская Церковь, будучи дочерней церковью Константинопольского патриархата не принимала прямого участия. Примечательно, что праздник в честь перенесения мощей святителя Николая «из Мир Ликийских в Бар-град», учреждённый в 1087 году папой Урбаном II, был установлен и в Русской церкви около 1095 года и до сих пор отмечается в русском православии 9 мая по Юлианскому календарю, в то время как в греческих Церквах его никогда не было. Во второй половине XI и XII веке было заключено большое количество браков между представителями русских и западных княжеских домов (только с польскими князьями более 20) и ни в одном из этих случаев не зарегистрировано ничего похожего на «переход» из одного вероисповедания в другое.
В результате нашествия татаро-монгол в XIII веке Киевская Русь прекратила своё существование. В XIV веке большая часть западных княжеств Руси была захвачена Великим княжеством Литовским. В 1321 году в Киеве было основано первое латинское епископство. В городе существовали бенедиктинский и доминиканский монастыри. В то же время подавляющее большинство населения бывших русских княжеств оставалось православным. В 1569 году в результате Люблинской унии Волынь, Подляшье, Подолье, Брацлавщина и Киевщина перешли под власть Польши. В 1596 году была заключена Брестская уния Православной церкви Киевской митрополии с Католической церковью, что вызвало переход в католицизм части русской знати и простого населения. Одновременно началось притеснение православных огнем и мечом со стороны польских властей. Заключение унии привело к образованию многочисленного грекокатолического населения и их противостоянию с православными. Политическое и религиозное давление, которому подвергалось в Польше православное население, стало одним из мотивов восстания Хмельницкого, вследствие которого Левобережная Украина и Киев вошли в состав Русского царства. Территории к западу от Киева (Галиция, Волынь, Подолье, Брацлавщина) при этом по прежнему оставались под властью Речи Посполитой.

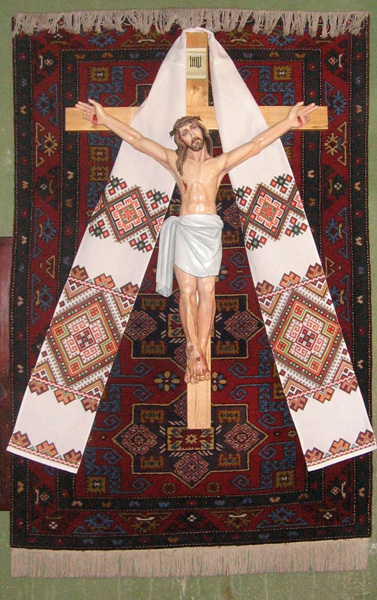
Распятие и традиционная украинская вышивка в грекокатолической церкви, Львовская область

После разделов Польши почти вся территория современной Украины, кроме Галиции (отошедшей Австрии) оказалась в составе Российской империи. К тому моменту население Правобережья было практически целиком униатским. Отношение к католикам латинского обряда, которыми на территории Украины были, в основном, этнические поляки, было в целом терпимым, однако грекокатолики (т. н. «униаты») подвергались репрессиям с целью заставить их перейти в православие. В итоге к середине XIX века население украинских земель в составе Российской империи в большинстве своем вернулось в православие. Сохранить нормальное функционирование Украинская грекокатолическая церковь смогла только в Галиции под властью Габсбургов.
В правление императора Павла Петровича в Российской империи была учреждена отдельная римо-католическая Могилёвская митрополия, в состав которой входили в том числе Луцкая и Каменецкая епархии. Павел I запретил насильственные методы обращения в православие и вернул большинство сосланных грекокатолических священников из Сибири, вернул грекокатоликам часть храмов и василианских монастырей. Было разрешено существовать 3 грекокатолическим епархиям: Полоцкой, Луцкой и Минской
Чтобы уменьшить влияние католической церкви на общественную жизнь Польши после Польского восстания 1863—1864 года, царское правительство приняло решение о переводе в православие принадлежащих к Украинской грекокатолической церкви украинцев Холмщины. Подчас эти действия встречали сопротивление (Пратулинские мученики).
В 1905 году после манифеста императора Николая II, утверждавшего начала веротерпимости, часть бывших грекокатоликов вновь перешла в католицизм.
Дипломатические отношения со Святым Престолом поддерживала Западно-Украинская народная республика; в мае 1919 года её посла графа Михаила Тышкевича принял папа Бенедикт XV, 23 февраля 1920 года Джованни Дженокки был назначен Апостольским визитатором на Украине.
В период между двумя мировыми войнами УГКЦ активно и быстро развивается в Западной Украине, в частности благодаря деятельности митрополита Галицкого Андрея Шептицкого.

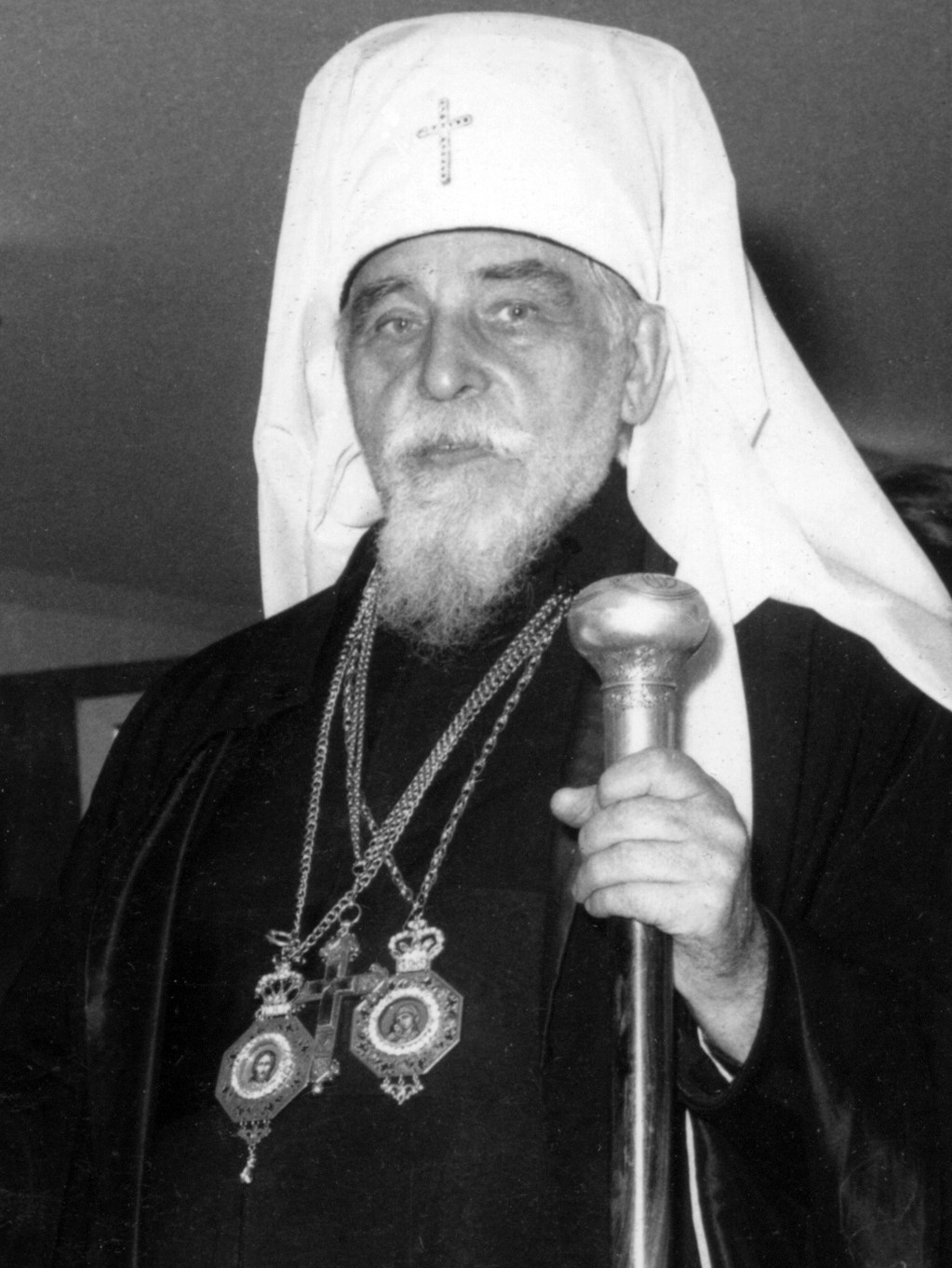
Кардинал Иосиф Слипый

После второй мировой войны на Украинскую грекокатолическую церковь обрушились репрессии. Её деятельность была запрещена после Львовского «собора» 1946 года, инспирированного НКВД, на котором, несмотря на отсутствие всех грекокатолических епископов, было принято решение о присоединении грекокатоликов к православию. С этого момента грекокатолические приходы на территории СССР существовали только в подполье. Политика советских властей по отношению к римо-католикам на Украине не отличалась от общей по СССР. Хотя в отличие от полностью запрещённого грекокатолицизма, католические приходы латинского обряда сохраняли возможность для существования в крайне ограниченном количестве, их деятельность полностью контролировалась властями. Большое число католических священнослужителей Украины было репрессировано, апостольский администратор Одессы Александр Фризон расстрелян. Митрополит грекокатоликов Иосиф Слипый провёл много лет в лагерях и ссылках, в 1963 году освобождён и смог уехать в эмиграцию.
После падения советского строя и провозглашения независимой Украины в начале 1990-х годов Католическая церковь на Украине получила возможность свободного функционирования. Грекокатолическая церковь вышла из подполья, в этот период произошла серия имущественных конфликтов с православными приходами, связанная с возвратом грекокатолических храмов, переданных после 1946 года РПЦ. Католики латинского обряда также получили назад в пользование часть своих исторических храмов (но далеко не все). 21 августа 2005 года резиденция первоиерарха УГКЦ была перемещена из Львова в Киев.
В июне 2001 года Украину с визитом посетил папа Иоанн Павел II. Во встрече с папой приняло участие около 200 тысяч человек в Киеве и почти два миллиона — во Львове.

## Современное состояние

### Восточнокатолические церкви

#### Украинская грекокатолическая церковь

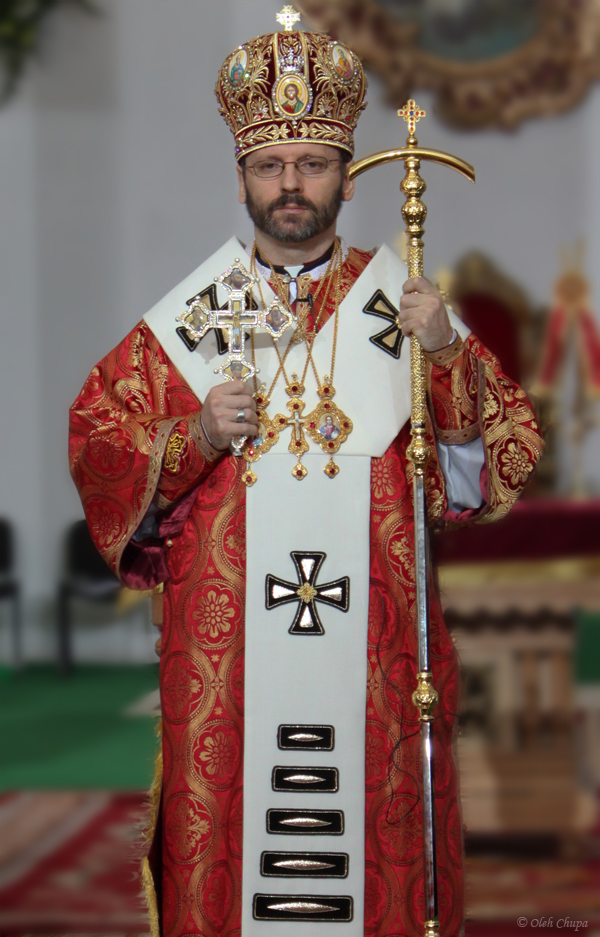
Верховный архиепископ Святослав Шевчук, предстоятель УГКЦ

Украинская грекокатолическая церковь имеет статус Верховного архиепископства. Структурно объединена в 4 митрополии, которым на территории Украины подчинены 2 архиепархии, 7 епархий и 3 экзархата. УГКЦ имеет разветвленную церковную структуру за пределами Украины.
- Киево-Галицкая митрополия — ранее охватывала всю территорию Украины за исключением Закарпатья. С ноября 2011 года включает в свой состав только Киевскую архиепархию, Донецкий, Харьковский, Одесский, Крымский и Луцкий экзархаты.
- Львовская митрополия — включает Львовскую архиепархию, Самборско-Дрогобычскую, Стрыйскую и Сокальско-Жовковскую епархию.
- Ивано-Франковская митрополия — включает Ивано-Франковскую, Коломыйскую епархию и Черновицкую епархию
- Тернопольсько-Зборовская митрополия — включает Тернопольско-Зборовскую и Бучачскую епархию.

За пределами Украины:
- 3 архиепархии: Перемышльско-Варшавская архиепархия, Виннипегская архиепархия, Филадельфийская архиепархия.
- 3 экзархата: Апостольский экзархат во Франции, странах Бенилюкса и Швейцарии, Апостольский Экзарх в Германии и странах Скандинавии, Апостольский экзархат в Великобритании.
- 10 епархий: Эдмонтонская, Торонтская, Сакстаунская, Нью-Вестминстерская (Канада), Чикагская, Стемфордская, Пармская (США), Курибитская (Бразилия), Аргентинская, Австралийская.

Число верующих — 4,35 млн по данным Annuario Pontificio 2010, включая украинских греко-католиков за пределами Украины. 94,5 % от общего количества общин УГКЦ по Украине расположено в западном регионе страны. Высшим управляющим органом является Синод. С марта 2011 года церковь возглавляет Святослав Шевчук, носящий титул Верховного архиепископа Киева-Галича. Кафедральный собор Киево-Галицкой митрополии — Собор Воскресения Христова. УГКЦ выпускает 28 периодических изданий и располагает 16 духовными учебными заведениями.

#### Мукачевская грекокатолическая епархия
Мукачевская грекокатолическая епархия независима от Украинской грекокатолической церкви и является одной из трёх составных частей Русинской грекокатолической церкви. Мукачевская епархия насчитывает 380 тысяч членов, 383 прихода, 238 священников. С 2012 года Мукачевской епархией управляет епископ Нил Лущак.

### Римско-католическая церковь

Римско-католические епархии Украины

Дипломатические отношения между Украиной и Святым Престолом были установлены 8 февраля 1992 года. В этот день папа Иоанн Павел II издал бреве «Ucrainam Nationem», в котором он основал Апостольскую нунциатуру на Украине. Первым нунцием на Украине стал Антонио Франко. С 2015 года обязанности посла Святого Престола исполняет Клаудио Гуджеротти.
Католики латинского обряда на территории Украины объединены в 6 диоцезов, подчинённых архидиоцезу Львова.
- Архидиоцез Львова
  - 6 епархий (Киев-Житомир, Каменец-Подольский, Харьков-Запорожье, Луцк, Мукачево, Одесса-Симферополь);

Число верующих — 500—800 тысяч. На начало 2011 г. насчитывалось 579 священников (в том числе 271 иностранец).С 2008 года архиепархию Львова возглавляет архиепископ Мечислав Мокшицкий, сменивший на этом посту кардинала Мариана Яворского. Архикафедральный собор — базилика Успения Пресвятой Девы Марии во Львове, носящая почётный статус «малой базилики» и включённая в список Всемирного наследия ЮНЕСКО.
Католические епископы латинского обряда Украины составляют конференцию католических епископов, образованную в 1994 году. Благотворительная организация Каритас на Украине имеет 12 региональных отделений и 40 центров, в которых работают более 500 человек. Крупнейшим паломническим центром украинских римо-католиков является кармелитский монастырь в Бердичеве.

## Статистика
По данным сайта catholic-hierarchy.org, в 2005 году число католиков страны составляло 4 миллиона 766 тысяч человек, то есть 7,34 % населения. Из них около 4,09 миллионов составляют грекокатолики, 500—800 тысяч католики латинского обряда. Существует также небольшая армянокатолическая община, хотя до Второй мировой войны число армянокатоликов во Львове было значительным. Характерной особенностью украинского католичества является преобладание верующих грекокатоликов над католиками латинского обряда. Украина — единственная страна Европы, где католики восточного обряда преобладают над римо-католиками. Украинские грекокатолики принадлежат к Украинской грекокатолической церкви (3,71 млн по данным Annuario Pontificio 2010) и Русинской грекокатолической церкви (Мукачевская епархия), 380 тысяч человек. Украинская грекокатолическая церковь — крупнейшая поместная католическая церковь восточного обряда, имеет статус верховного архиепископства. Число зарегистрированных греко-католических общин на 2011 год — 3 800, римо-католических — 1 100.

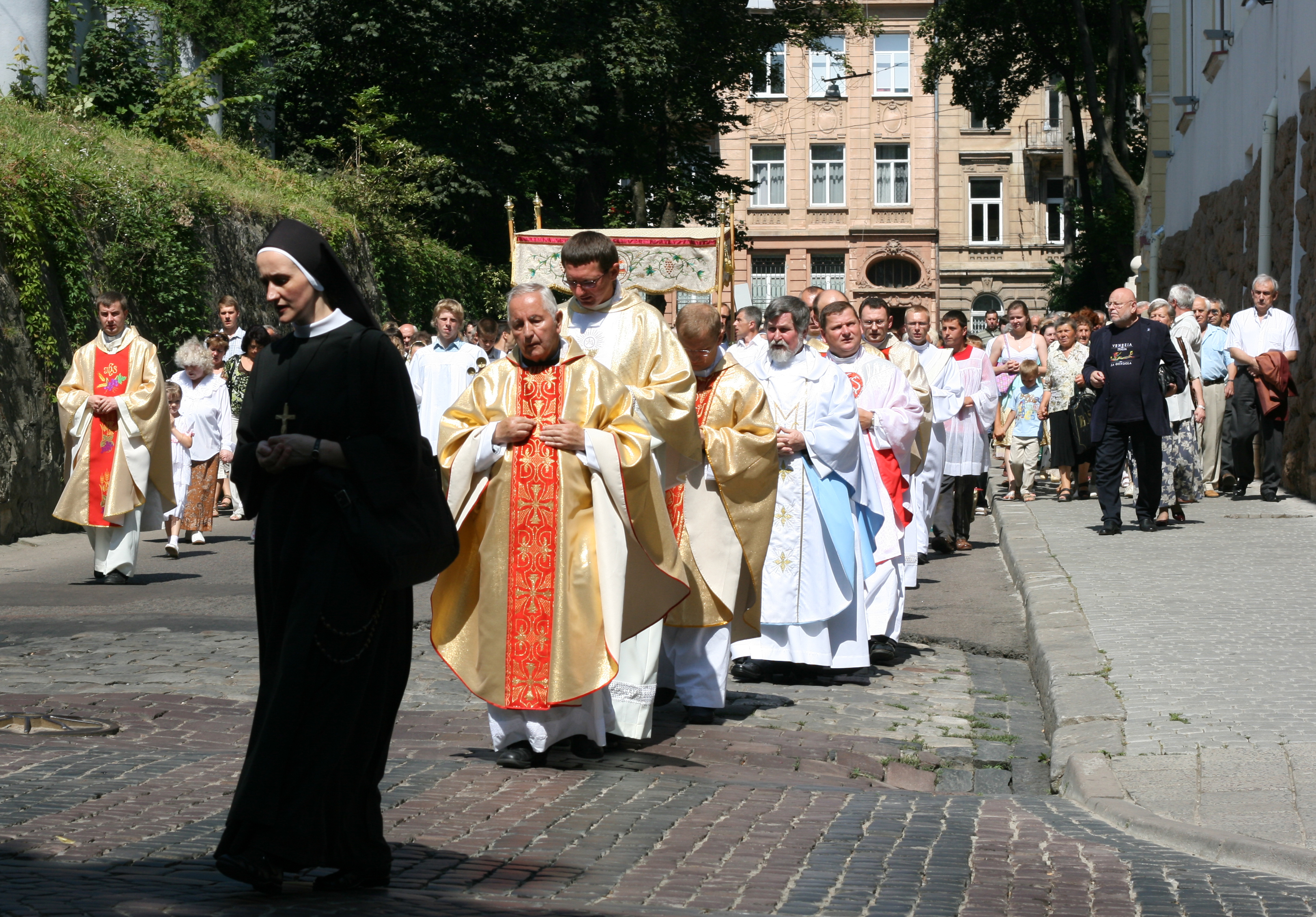
Процессия со Святыми Дарами во Львове

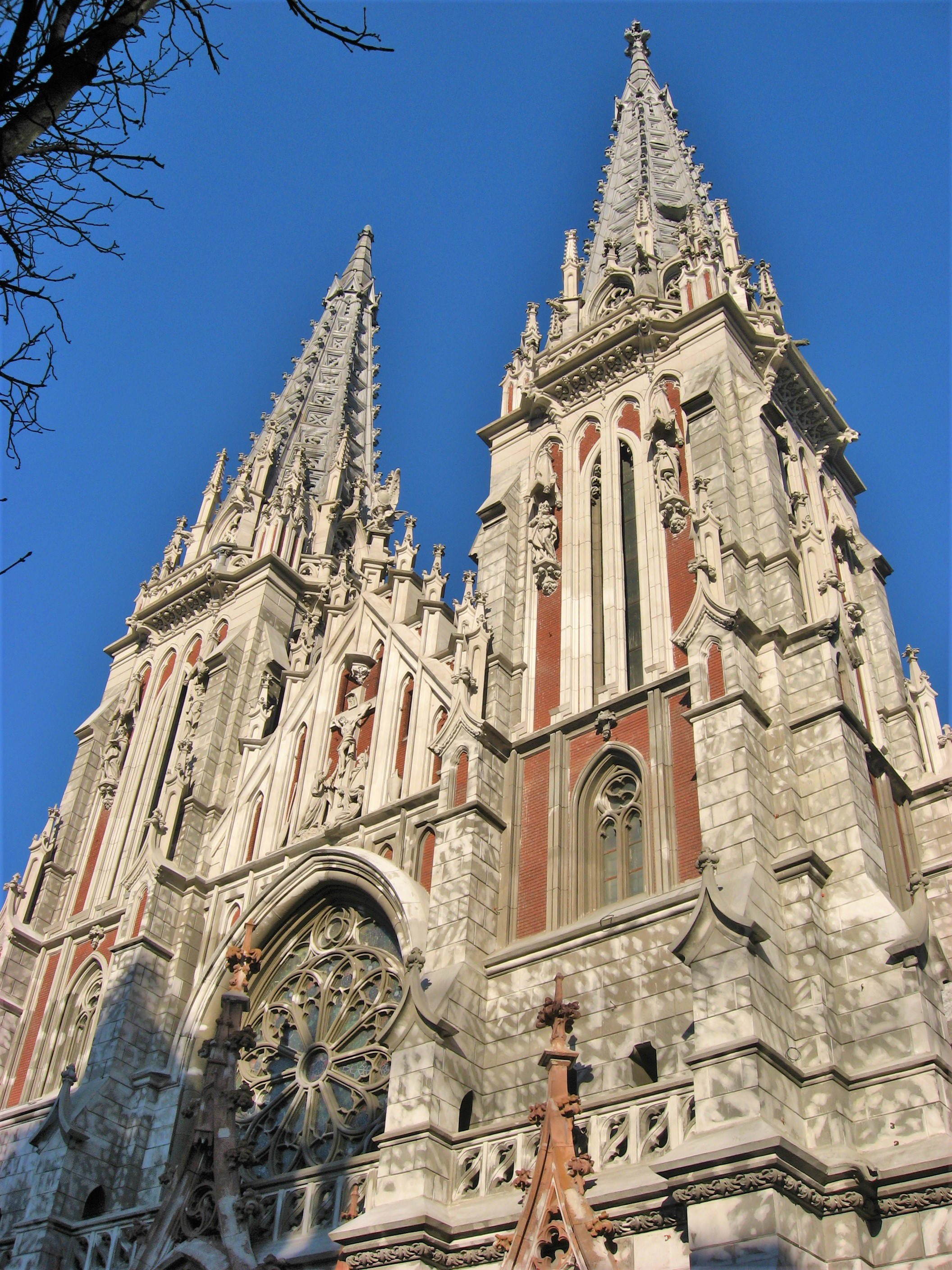
Римокатолический храм Святого Николая в Киеве

Всего на территории Украины насчитывается по данным на 2005 год (суммарно по всем обрядам) 19 епархий, 2770 священников, 1076 монахов (411 иеромонахов), 1095 монахинь, 4026 приходов.
По данным опроса проведённого социологической службой Украинского центра экономических и политических исследований с 20 апреля по 12 мая 2006 г. на словах декларируют свою веру 1,6-2,4 миллиона грекокатоликов и <0,61 миллиона римо-католиков.